# Hierochloe repens
Hierochloe repens là một loài thực vật có hoa trong họ Hòa thảo. Loài này được (Host) P.Beauv. mô tả khoa học đầu tiên năm 1812.